# 黑颊梅花雀
黑颊梅花雀（学名：Brunhilda erythronotos），是梅花雀科梅花雀属的一种，分布于乌干达、纳米比亚、安哥拉、南非、肯尼亚、坦桑尼亚、津巴布韦、赞比亚、卢旺达和博茨瓦纳。全球活动范围约为1,340,000平方千米。该物种的保护状况被评为无危。
黑颊梅花雀的平均体重约为9.2克。栖息地包括干燥的稀树草原、耕地和亚热带或热带的（低地）干燥疏灌丛。